# King of Sorrow
Singles de Sade
By Your Side
(2000) Soldier of Love
(2009)
King of Sorrow est une chanson du groupe anglais Sade, parue sur leur cinquième album studio Lovers Rock (2000). Elle est sortie le 12 mars 2001 en tant que deuxième et dernier single de l'album.

## Clip vidéo
Le clip vidéo de King of Sorrow a été tourné dans la capitale de Porto Rico, San Juan à l'hôtel Normandie, l'un des lieux les plus prisées de l'architecture d'Art déco. Il est réalisé par la réalisatrice anglaise Sophie Muller. La vidéo suit le dilemme d'une mère célibataire luttant pour concilier les besoins de ses enfants tout en souhaitant réaliser son rêve de devenir chanteuse. Le clip s'inspire du film franco-italien La ciociara, avec Sophia Loren, sorti en 1960.

## Accueil critique
Tanya Rena Jefferson d'AXS écrit : « Sade chante une chanson sincère, triste et pleine de chagrin, que personne ne peut effacer. Cette chanson permet de se sentir très sombre à l'intérieur ». Dans une critique parue dans le People Magazine, il est noté que « même des chansons aussi tristes comme King of Sorrow attestent de l'adage selon lequel ce qui ne vous tue pas vous rend plus fort ». Frank Guan du site Vulture a déclaré qu'il s'agissait d'un « Sade qui se présente comme un monarque. Que ce soit pour commémorer une douleur romantique ou pour s'en remettre, l'acte d'agrandissement est facilement pardonné ».

## Classements hebdomadaires
| Classement (2001)                  | Meilleure position |
| ---------------------------------- | ------------------ |
| Canada (Nielsen SoundScan)         | 48                 |
| Écosse (OCC)                       | 88                 |
| États-Unis (Hot R&B/Hip-Hop Songs) | 101                |
| Pays-Bas (Single Top 100)          | 82                 |
| Royaume-Uni (UK Singles Chart)     | 59                 |
| Royaume-Uni (UK R&B Chart)         | 13                 |